# 히타치오미야시
히타치오미야시(일본어: 常陸大宮市)는 일본 이바라키현 북서부에 있는 시이다.
2004년 10월 16일에 나카군 오미야정이 나카군 야마카타정, 미와촌, 오가와촌, 히가시이바라키군 고젠야마촌 등 4개 정촌을 편입, 합병해 이름을 히타치오미야로 바꿨다. 동시에 시로 승격해 히타치오미야시가 되었다.

## 지리
이바라키현 북서부에 있고 도치기현과 경계를 접한다. 남서부에 나카강이, 동부에 구지강이 흐른다. 또 각각의 하천을 따라서 나카강가에는 국도 123호선이, 구지강가에는 국도 118호선과 철도가 정비되어 있다. 시가지는 남동부에 위치하고 이외 지역은 취락이 흩어져 있으며 주로 산림이 차지하고 있다.

### 인접하는 지자체
- 이바라키현
  - 히타치오타시
  - 나카시
  - 구지군 다이고정
  - 히가시이바라키군 시로사토정

- 도치기현
  - 나스카라스야마시
  - 하가군 모테기정
  - 나스군 나카가와정

## 역사
- 1889년 4월 1일 - 정촌제 시행과 함께 오미야촌이 정으로 승격해 나카군 오미야정이 되었다.
- 2004년 10월 16일 - 나카군 오미야정이 나카군 야마카타정, 미와촌, 오가와촌, 히가시이바라키군 고젠야마촌 등 4개 정촌을 편입, 합병해 이름을 히타치오미야로 바꿨다. 동시에 시로 승격해 히타치오미야시가 되었다.

## 교통

### 철도
- 동일본 여객철도 스이군선

### 도로
- 국도 제118호선
- 국도 제123호선
- 국도 제293호선

## 인구
| 연도 | 인구   | ±%     |
| ---- | ------ | ------ |
| 1950 | 69,209 | —      |
| 1960 | 61,238 | −11.5% |
| 1970 | 52,500 | −14.3% |
| 1980 | 50,332 | −4.1%  |
| 1990 | 49,670 | −1.3%  |
| 2000 | 48,964 | −1.4%  |
| 2010 | 45,178 | −7.7%  |
| 2020 | 39,267 | −13.1% |

|                                                    | |
| 히타치오미야시의 전국의 연령별 인구 분포（2005년） | 히타치오미야시의 연령·남녀별 인구 분포（2005년）                                                                          |
| ■자주색 ― 히타치오미야시 ■녹색 ― 일본전국          | ■파랑색 ― 남자 ■빨간색 ― 여자                                                                                             |
| · 히타치오미야시（에 해당되는 지역）의 인구추이    | |
| 일본 총무성 통계국 국세조사 결과                   | |
|                                                    | 이 그래프는 더 이상 지원되지 않는 레거시 그래프 확장 기능을 사용하고 있습니다. 새로운 차트 확장 기능으로 변환해야 합니다. |

## 기후
| 히타치오미야시의 기후                                        | 히타치오미야시의 기후 | 히타치오미야시의 기후 | 히타치오미야시의 기후 | 히타치오미야시의 기후 | 히타치오미야시의 기후 | 히타치오미야시의 기후 | 히타치오미야시의 기후 | 히타치오미야시의 기후 | 히타치오미야시의 기후 | 히타치오미야시의 기후 | 히타치오미야시의 기후 | 히타치오미야시의 기후 | 히타치오미야시의 기후 |
| 월                                                           | 1월                   | 2월                   | 3월                   | 4월                   | 5월                   | 6월                   | 7월                   | 8월                   | 9월                   | 10월                  | 11월                  | 12월                  | 연간                  |
| ------------------------------------------------------------ | --------------------- | --------------------- | --------------------- | --------------------- | --------------------- | --------------------- | --------------------- | --------------------- | --------------------- | --------------------- | --------------------- | --------------------- | --------------------- |
| 역대 최고 기온 °C (°F)                                       | 18.1 (64.6)           | 23.0 (73.4)           | 25.5 (77.9)           | 30.1 (86.2)           | 33.3 (91.9)           | 34.5 (94.1)           | 37.2 (99.0)           | 37.0 (98.6)           | 36.3 (97.3)           | 33.0 (91.4)           | 24.0 (75.2)           | 24.7 (76.5)           | 37.2 (99.0)           |
| 일평균 최고 기온 °C (°F)                                     | 8.8 (47.8)            | 9.6 (49.3)            | 12.9 (55.2)           | 18.1 (64.6)           | 22.5 (72.5)           | 25.1 (77.2)           | 28.8 (83.8)           | 30.3 (86.5)           | 26.7 (80.1)           | 21.3 (70.3)           | 16.1 (61.0)           | 11.1 (52.0)           | 19.3 (66.7)           |
| 일일 평균 기온 °C (°F)                                       | 1.6 (34.9)            | 2.6 (36.7)            | 6.0 (42.8)            | 11.2 (52.2)           | 16.1 (61.0)           | 19.7 (67.5)           | 23.5 (74.3)           | 24.7 (76.5)           | 21.1 (70.0)           | 15.3 (59.5)           | 9.3 (48.7)            | 3.9 (39.0)            | 12.9 (55.3)           |
| 일평균 최저 기온 °C (°F)                                     | −4.2 (24.4)           | −3.5 (25.7)           | −0.2 (31.6)           | 4.8 (40.6)            | 10.3 (50.5)           | 15.4 (59.7)           | 19.7 (67.5)           | 20.7 (69.3)           | 17.0 (62.6)           | 10.5 (50.9)           | 3.7 (38.7)            | −1.8 (28.8)           | 7.7 (45.9)            |
| 역대 최저 기온 °C (°F)                                       | −11.8 (10.8)          | −12.3 (9.9)           | −9.0 (15.8)           | −5.0 (23.0)           | −0.4 (31.3)           | 6.1 (43.0)            | 10.7 (51.3)           | 11.1 (52.0)           | 5.8 (42.4)            | −1.0 (30.2)           | −4.7 (23.5)           | −9.2 (15.4)           | −12.3 (9.9)           |
| 평균 강수량 mm (인치)                                        | 40.3 (1.59)           | 44.4 (1.75)           | 89.0 (3.50)           | 112.6 (4.43)          | 136.4 (5.37)          | 147.9 (5.82)          | 184.2 (7.25)          | 149.5 (5.89)          | 187.0 (7.36)          | 159.9 (6.30)          | 72.6 (2.86)           | 42.1 (1.66)           | 1,363.7 (53.69)       |
| 평균 강수일수 (≥ 1.0 mm)                                     | 4.5                   | 5.3                   | 8.9                   | 10.1                  | 11.4                  | 12.7                  | 13.3                  | 10.4                  | 11.7                  | 10.6                  | 7.0                   | 5.0                   | 110.9                 |
| 평균 월간 일조시간                                           | 203.8                 | 189.5                 | 196.1                 | 192.5                 | 188.9                 | 134.9                 | 145.4                 | 170.9                 | 136.6                 | 149.4                 | 165.7                 | 191.6                 | 2,063                 |
| 출처: 일본 기상청 (평년값: 1991년~2020년, 극값: 1978년~현재) |                       |                       |                       |                       |                       |                       |                       |                       |                       |                       |                       |                       |                       |